# Four Sons (1928)
Four Sons ist ein US-amerikanisches Stummfilmdrama unter Regie von John Ford aus dem Jahre 1928. Es basiert auf der Geschichte Grandmother Bernle Learns Her Letters der Autorin I. A. R. Wylie, die sie 1926 erstmals in der Saturday Evening Post veröffentlichte.

## Handlung
Bayern vor dem Ersten Weltkrieg: Witwe Bernle lebt in dem kleinen Ort Burgendorf und hat vier junge Söhne: den Soldaten Franz, den Schmied Johann, den Hirten Andreas und den eher in den Tag hinein lebenden Joseph. Das Dorfleben mit vielen Freunden verläuft friedlich und fröhlich, nur Joseph gerät eines Tages in eine Auseinandersetzung mit dem elitären, arroganten Major von Stomm, woraufhin er beschließt, in ein Land zu ziehen, in dem alle vor dem Gesetz gleich sind – die Vereinigten Staaten sind sein Ziel. Die Witwe legt ihr Erspartes zusammen, um ihm dies zu ermöglichen. In New York eröffnet Joseph einen Delikatessenladen, heiratet die Amerikanerin Annabelle und bekommt mit ihr einen Sohn.
Dann bricht der Erste Weltkrieg aus. Franz und Johann ziehen als Soldaten in den Krieg. Bald schon muss der Postbote der Witwe die traurige Nachricht überbringen, dass beide an der Ostfront gefallen sind. In den USA tritt Joseph unterdessen der Armee seines neuen Landes bei, wovon auch das kleine Dorf der Witwe Bernle erfährt. Major von Stomm beschimpft die Familie als Verräter und zwingt auch den letzten bei der Mutter verbliebenen Sohn Andreas dazu, der Armee beizutreten. Andreas wird an der Westfront in Frankreich schwer verwundet und ruft nach seiner Mutter. Der nur wenige Meter im feindlichen Lager entfernte Joseph hört seine Stimme und eilt zu ihm. Andreas stirbt in den Armen des Bruders. Wenig später endet der Krieg, in Burgendorf wird der verhasste Major von Stomm von seinen desertierten Soldaten dazu gezwungen, sich das Leben zu nehmen.
Witwe Bernle rechnet wegen des Friedensschlusses auf die baldige Rückkehr von Andreas, doch der Postbote muss ihr nochmals einen traurigen Brief überreichen. Nun ist Witwe Bernle völlig alleine in ihrer bayrischen Heimat. Doch Joseph hat überlebt, kehrt nach New York zurück (wo seine Frau inzwischen den kleinen Laden in ein erfolgreiches Restaurant verwandelt hat) und schreibt seiner Mutter, sie solle zu ihnen ziehen. Bei der Kontrolle auf Ellis Island vergisst die Analphabetin in der Aufregung ihr auswendig gelerntes Alphabet und kann deswegen zunächst nicht durchgelassen werden. Plötzlich wird sie auf Ellis Island vermisst gemeldet und Joseph macht sich ernsthafte Sorgen, doch sie hat bereits Ellis Island verlassen und kämpft sich ihren Weg durch den Großstadttrubel von New York. In der Wohnung kann sie schließlich ihren Sohn wiedersehen und ihren Enkel und ihre Schwiegertochter kennenlernen.

## Themen
Four Sons zeigt den Ersten Weltkrieg nicht aus der siegreichen amerikanischen Perspektive, sondern vielmehr als grausames Ereignis. Die beschaulich-freundliche Welt des 19. Jahrhunderts, dargestellt durch Mutter Bernle, wird durch den Weltkrieg in die brutale Welt des 20. Jahrhunderts geführt.

## Filmmusik
Den Titelsong “Little Mother, Muetterchen”  komponierte Ernö Rapée, den Gesangstext verfasste Lew Pollack. Das langsame Walzerlied war nicht nur Bestandteil der Illustrationsmusik zum Film, sondern wurde auch außerhalb der Kinos mit Erfolg auf Grammophonplatten verbreitet.
- Victor 21259-A (mx. BVE-43106) Little Mother. Waltz from the motion picture “Four Sons” (Ernö Rapée – Lew Pollack) Nat Shilkret and the Victor Orchestra, vocal refrain by Lewis James. Recorded 2/23/1928 New York, Liederkranz Hall.[2]

- Victor 21303-A (mx. BVE-43348) Little Mother (Mütterchen) From the motion picture production, „Four Sons“. Words and Music by Erno Rapee and Lew Pollack. Sung by Franklyn Baur, tenor with orchestra. Recorded New York, March 12, 1928[3]

- Brunswick 3893 (mx. E27125) Little Mother (Mütterchen) From the motion picture production, „Four Sons“. Words and Music by Erno Rapee and Lew Pollack. Sung by Vaughn De Leath, comedienne with orchestra. Recorded March 26, 1928[4]

## Produktionshintergrund
Four Sons wurde Anfang 1928 veröffentlicht und entstand so im Übergang zwischen Ton- und Stummfilm. Zwar ist der Film eigentlich stumm, doch wurde er mit Musik und Toneffekten unterlegt. Für seinen Film wurde Regisseur John Ford wesentlich von Friedrich Wilhelm Murnau beeinflusst, dem deutschen Starregisseur, der Ende der 1920er-Jahre wie Ford bei der Fox Film Corporation unter Vertrag stand und dort Filme drehte. Ford hatte Murnau bereits in dessen Berliner Zeit für mehrere Wochen besucht und ließ sich von ihm unter anderem in seinem expressionistischen Stil und den beweglichen Kameras beeinflussen. Zudem agieren die Schauspieler in Four Sons trotz der dramatischen Geschichte weniger übertrieben als sonst häufig in US-Stummfilmen. Auch hier lässt sich ein Einfluss Murnaus erkennen, der auf subtile Schauspielerei setzte. Zudem wurden viele Sets aus Murnaus Sonnenaufgang – Lied von zwei Menschen (1927) für Fords Four Sons wiederverwendet. Dass selbst ein damals bereits gestandener und bekannter amerikanischer Regisseur wie Ford sich von Murnau beeinflussen ließ, zeigt den großen Einfluss des deutschen Kinos der 1920er-Jahre auf Hollywood.
Ein Hauptmann im Film wird von Leopold von Österreich-Toskana (1897–1958) gespielt, dem Sohn des Erzherzogs Leopold Salvator von Österreich-Toskana. Der österreichische Adelige war nach dem Machtverlust seiner Familie in die Vereinigten Staaten gezogen. In den Jahren 1927 und 1928 drehte Leopold drei Filme in Hollywood, darunter diesen. Auch andere deutsche Veteranen des Ersten Weltkrieges waren bei den Dreharbeiten zugegen und übernahmen kleinere Rollen. Außerdem ist ein junger und noch völlig unbekannter John Wayne in der kleinen Nebenrolle eines Streifenpolizisten zu sehen, der Frau Bernle in New York weiterhilft. John Wayne trug damals noch seinen Geburtsnamen Marion Morrison und war Student. Zwischen ihm und Ford entwickelte sich nach Four Sons eine lebenslange Freundschaft. 1939 drehten Ford und Wayne gemeinsam den Film Ringo, der Wayne zum Star machte. In der Folge drehten Ford und Wayne zahlreiche erfolgreiche Western.

## Rezeption
Four Sons war mit 1,5 Millionen US-Dollar ein großer Filmerfolg. Er erhielt auch gute Kritiken. Das Filmmagazin Variety nannte das Drama „zutiefst bewegend“, es sei eine „Feier von Schönheit und signifikanter Genauigkeit“. Produzent William Fox nannte es seinen größten Film seit zehn Jahren und auch John Ford bezeichnete Four Sons als die „erste wirklich richtig gute Geschichte“, die er je gedreht habe. Später wurde der Film bis in die 1960er-Jahre für verschollen gehalten.
1940 entstand unter Regie von Archie Mayo ein Tonfilm-Remake mit Don Ameche, Mary Beth Hughes und Alan Curtis in den Hauptrollen. Dieses spielt allerdings nicht in Bayern, sondern in der Tschechoslowakei des Zweiten Weltkrieges.

## Auszeichnungen
Four Sons gewann den Photoplay Award in der Kategorie Bester Film des Jahres 1928.